# Périgord
Pour les articles homonymes, voir Périgord (homonymie).
 (août 2023).
Le Périgord (Peiregòrd ou Perigòrd en occitan) est une région historique française correspondant à un ancien comté qui recouvrait approximativement l'actuel département français de la Dordogne, en région Nouvelle-Aquitaine.
Cette région essentiellement rurale possède un important patrimoine culturel, archéologique et historique.

## Présentation
Le nom « Périgord » vient du peuple gaulois des Pétrocores, Petrocorii en gaulois, ce qui veut dire (le Peuple des) « Quatre armées ».
Au XIIIe siècle le royaume de France est divisé en provinces et sénéchaussées. Par cette division le Peyragort est borné au nord par l’Angoumois et le Limousin, à l'est par le Bas-Limousin, au sud par le Quercy et l’Agenais et à l'ouest par le Bordelais et la Saintonge. En 1790 le département de la Dordogne est créé à peu près dans les mêmes limites que le Périgord. Il empiète sur quelques terres de l'Angoumois, de la Saintonge, du Quercy et du Limousin. Les apports ou les détachements faits sur les régions voisines, correspondant à des redécoupages de diocèses épiscopaux, ont été de peu d’étendue.
Les habitants du Périgord sont appelés les Périgordins ou Périgourdins ; cependant le nom de Périgourdins correspond plus spécifiquement aux habitants de la ville de Périgueux.

### Composition

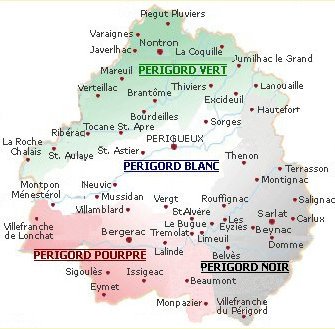
Les quatre régions touristiques du Périgord, très voisines des quatre arrondissements de la Dordogne.

Le Périgord, inscrit principalement dans le département de la Dordogne, se compose de sept pays traditionnels : le Bergeracois au sud-ouest, la Double et le Landais à l'ouest (zones forestières de part et d'autre de l'Isle), le Nontronnais au nord et au nord-est, le Périgord central au centre et à l'est, le Périgord noir au sud-est et le Ribéracois au nord-ouest.
Au point de vue touristique, le département a été divisé en quatre parties qui ne coïncidaient pas tout à fait avec les quatre arrondissements du département. Ce découpage artificiel et variable, tend à disparaître :
- au nord, le Périgord vert, autour de Nontron, et vers le sud-ouest de Châlus en Limousin, dont la couleur est associée à celle des forêts de chênes clairs et de châtaigniers et des prairies qui la couvrent. C'est la partie granitique de la Dordogne, qui appartient géologiquement au Massif central ;
- au centre et au nord-ouest, le Périgord blanc, autour de Ribérac et Périgueux, dont le nom rappelle la couleur du sol calcaire de cette région. De grands champs de céréales lui ont donné le surnom de grenier du Périgord ;
- au sud-est, le Périgord noir, autour de Sarlat-la-Canéda, est historiquement la plus ancienne appellation des quatre. Le noir désigne les forêts de chênes verts au feuillage sombre et la terre plus riche que dans les autres parties ;
- au sud-ouest et au sud, le Périgord pourpre, autour de Bergerac et de son vignoble. Cette appellation, la plus récente, datant de 1980, rappelle la couleur des feuilles de vigne à l'automne[5] ; autrefois le Bergeracois faisait partie du Périgord blanc.

### Sites remarquables
Le Périgord est notamment connu pour la richesse de son patrimoine culturel, archéologique et naturel.

#### Bastides et cités médiévales
- Beaumont,
- Domme,
- Eymet,
- Issigeac, terre de pèlerinage[6]de la science-fiction des années 1970,
- Lalinde,
- Molières,
- Monpazier,
- Sarlat,
- Villefranche-du-Périgord.

#### Châteaux
- Beynac,
- Biron,
- Bourdeilles,
- Castelnaud,
- Commarque,
- Hautefort,
- Jumilhac,
- Lanquais,
- Losse (avec jardin remarquable),
- les Milandes,
- Monbazillac,
- Puyguilhem à Villars[7],
- Richemont, maison de l'écrivain Pierre de Bourdeille dit Brantôme.

#### Édifices religieux
- Cathédrale Saint-Front de Périgueux,
- abbaye Saint-Pierre de Brantôme,
- abbaye cistercienne de Cadouin,
- abbaye de Saint-Amand-de-Coly,
- églises Saint-Martin de Besse, Saint-Caprais de Carsac-Aillac, Notre-Dame de la Nativité de Cénac.

#### Grottes, gisements préhistoriques et abris

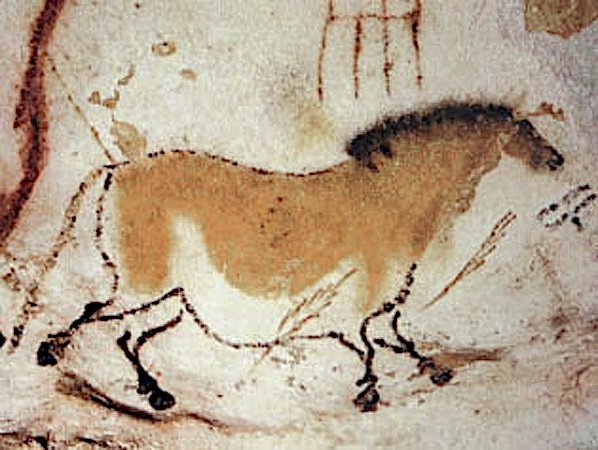
Cheval de la grotte de Lascaux.

- Grotte de Bara-Bahau (patrimoine mondial),
- grotte de Bernifal (patrimoine mondial),
- grotte des Combarelles (patrimoine mondial),
- grotte de Font-de-Gaume (patrimoine mondial),
- grotte de Lascaux (patrimoine mondial) et ses répliques artificielles Lascaux II et Lascaux IV,
- grotte de Rouffignac (patrimoine mondial),
- grotte de Tourtoirac,
- grotte de Villars,
- gisements préhistoriques de Cro-Magnon (patrimoine mondial), de Laugerie-Basse (patrimoine mondial) et de Laugerie-Haute (patrimoine mondial) aux Eyzies-de-Tayac,
- abris de la Madeleine (patrimoine mondial) et de Castel Merle (patrimoine mondial), la Roque Saint-Christophe,
- vestiges d'habitations troglodytiques au Moustier.

#### Plus beaux villages de France
Dix communes ou anciennes communes adhérant à l'association Les Plus Beaux Villages de France sont situées en Dordogne :
- Belvès,
- Beynac,
- Castelnaud-la-Chapelle,
- Domme,
- Limeuil,
- Monpazier,
- La Roque-Gageac,
- Saint-Amand-de-Coly,
- Saint-Jean-de-Côle,
- Saint-Léon-sur-Vézère.

#### Autres lieux
- Brantôme, la « Venise du Périgord »,
- Les vieilles villes de Bergerac et de Périgueux,
- Les jardins remarquables du manoir d'Eyrignac et de Marqueyssac,
- La villa gallo-romaine de Montcaret.

## Histoire

Le comté de Périgord en France en l'an 1030.

La notion de comté pour le Périgord est apparue sous Charlemagne. Le comté était la base des divisions territoriales réalisées pour délimiter un « pagus », dont l’administration civile était confiée à un comte nommé par l’empereur. Ce vassal avait délégation de pouvoir pour administrer une cité et tous les « pagi » qui s’y rattachaient. Le premier d’entre eux nommé par Charlemagne, pour le Périgord, fut Wildbade en 778. Hormis le nom, l’action et les successeurs de ce premier gouverneur du Périgord, ayant le titre de comte, sont méconnus. Les quatre baronnies du Périgord sont Beynac, Biron, Bourdeilles et Mareuil.
En 1360, le Périgord passe sous souveraineté anglaise par le traité de Brétigny. Charles d'Orléans, comte de Périgord est fait prisonnier à l'issue de la bataille d'Azincourt, en 1415. Il reste prisonnier en Angleterre jusqu'en 1440. Le 14 décembre 1430, Charles d'Orléans donne à son frère naturel Jean, bâtard d'Orléans, futur comte de Dunois, le comté de Périgord en échange de celui de Porcien. Mais cette donation était peut-être fictive. Finalement, le 4 mars 1438, pour se procurer les fonds nécessaires à sa rançon, Charles d'Orléans vend le comté à Jean de Châtillon dit Jean de L'Aigle, fils de Jean Ier de Châtillon, seigneur de Laigle, comte de Penthièvre, vicomte de Limoges, moyennant la somme de 16 000 réaux d'or et 10 000 florins qui étaient dus par feu Louis d'Orléans à Olivier de Clisson, dont Jean de Bretagne était héritier.
En 1454, le comté revient à Guillaume de Châtillon-Blois, frère de Jean de Bretagne. En 1455, à la mort de Guillaume de Châtillon-Blois, le comté revient à sa fille aînée Françoise qui apporte en dot le comté en 1470 lors de son mariage avec Alain, sire d'Albret. Le comté est gouverné par Henri II de Navarre et d'Albret, époux en 1526 de Marguerite d'Alençon, sœur du roi François Ier. À sa mort en 1555, le comté de Périgord revient à Jeanne d'Albret, épouse d'Antoine de Bourbon, descendant des Capétiens. À la mort de Jeanne d'Albret, en 1572, le comté passe à son fils, Henri IV de Navarre, qui devient roi de France à la mort d'Henri III en 1589. En 1584, Henri de Navarre cède ses droits sur le Périgord à sa sœur Catherine de Bourbon, qui meurt sans enfant en 1604. Par l'édit de juillet 1607, le comté de Périgord est définitivement réuni à la couronne.

## Vie économique
Sur le rebord occidental du Massif central, où la rareté des minerais et des matières premières n'a pas permis, comme dans le Nord et l'Est de la France, l'installation de centres industriels importants, l'essentiel des activités est par tradition axé sur l'exploitation de la terre.

### Agriculture
De la Champagne berrichonne à la plaine de la Garonne, l'exploitation du sol prend les aspects les plus variés. La nature du sol, les diverses formes du relief, les caractères dominants du climat, les possibilités de débouchés commerciaux, la faculté des habitants de s'adapter à des moyens de travail modernes sont autant de facteurs qui donnent à chaque province sa personnalité économique.
Contrairement à la culture intensive pratiquée par exemple en Champagne berrichonne, domaine de la grande propriété, le Périgord et le Quercy sont le domaine de la polyculture avec des exploitations rurales. Le département de la Dordogne est par excellence un pays ou sont menées de front les cultures les plus variées ; avec un effort réalisé dans les années 1970, il se classait pour les fraises, cultivées sur 1 800 hectares, comme premier producteur français avec 17 000 tonnes en 1975 ; en 2017, seuls 200 exploitants en produisent 7 500 tonnes. La douceur du climat permet les productions du Sud-Ouest de la France. Le morcellement du sol en fait le domaine de la petite propriété (quinze à vingt hectares de surface). Les céréales et les cultures fourragères occupent la majeure partie des terres cultivables, mais trois productions symbolisent tout particulièrement le Périgord : les truffes, les noix et le tabac.
Les truffes sont récoltées l'hiver lorsqu'elles sont mûres et bien parfumées. Il existe une trentaine d'espèces de truffes, mais la plus intéressante est la variété connue sous le nom de truffe noire, ou truffe du Périgord. Brantôme, Thiviers, Excideuil, Périgueux, Thenon, Terrasson, Sarlat, Domme, Sorges et Sainte-Alvère, sont les principaux centres de production et de vente en Dordogne. La production, qui atteignait environ 1 500 tonnes par an, il y a cent ans, a très sensiblement diminué ces dernières années mais des plantations de chênes truffiers dans les années 1980 ont permis d'améliorer le rendement dans ce domaine.
Les noix sont produites en abondance. La noix de Brantôme, très précoce, est souvent vendue comme noix fraîche ainsi que la Marbot, variété la plus courante dans le Lot ; la noix Grandjean, produite dans les régions de Sarlat et de Gourdon, fournit une grande partie des cerneaux (amande des noix vertes) du Périgord et du Quercy. La noix Franquette se trouve dans les nouvelles plantations. La Dordogne est le premier département producteur de noix en France, avec de grands vergers implantés dans les vallées.
Le tabac trouve en Périgord et en Quercy, comme dans tout le Sud-Ouest de la France, les conditions les plus favorables pour sa culture. Cette plante vigoureuse, importée d'Amérique au XVIe siècle, fut d'abord utilisée pour ses propriétés médicinales avant d'être appréciée des fumeurs. Sa culture libre a eu pour débouché exclusif jusqu'en 2008 une Régie nationale : la Seita, qui exige des soins minutieux et une main-d'œuvre nombreuse en assurant des revenus aux petits exploitants. La culture du tabac se pratique surtout sur les sols alluviaux des vallées du département de la Dordogne et sur les terres limoneuses des replats des collines du Périgord. Le département du Lot possède la quasi-exclusivité de la production de tabac à priser, cultivé sur le Causse. Les départements de la Dordogne, du Lot et de Lot-et-Garonne comptaient 202 hectares de plantations pour 134 exploitations en 2014, contre 20 000 planteurs de tabac en 1975.

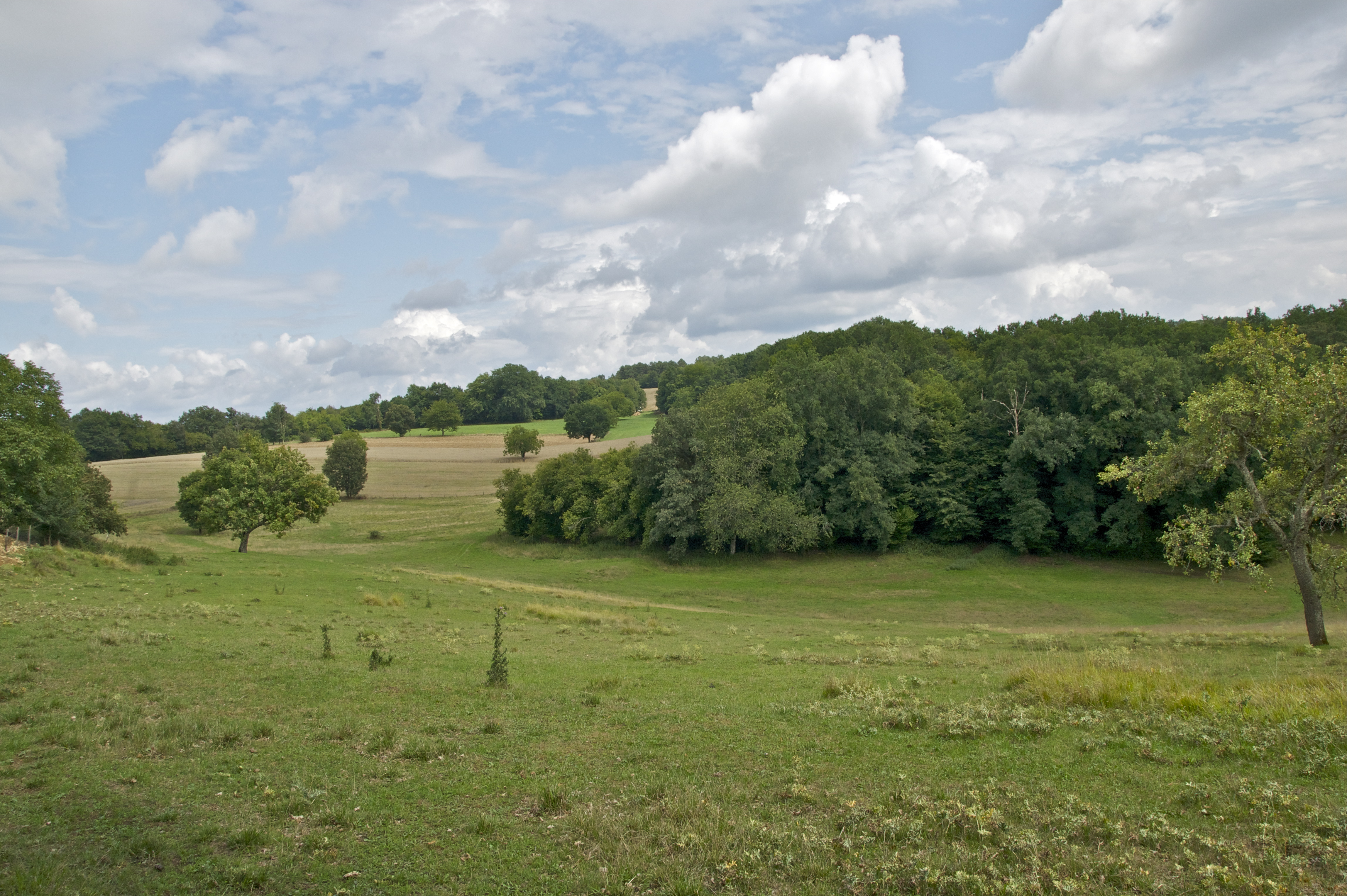
Les plaines agricoles vallonnées typique de la vallée de la Dordogne.
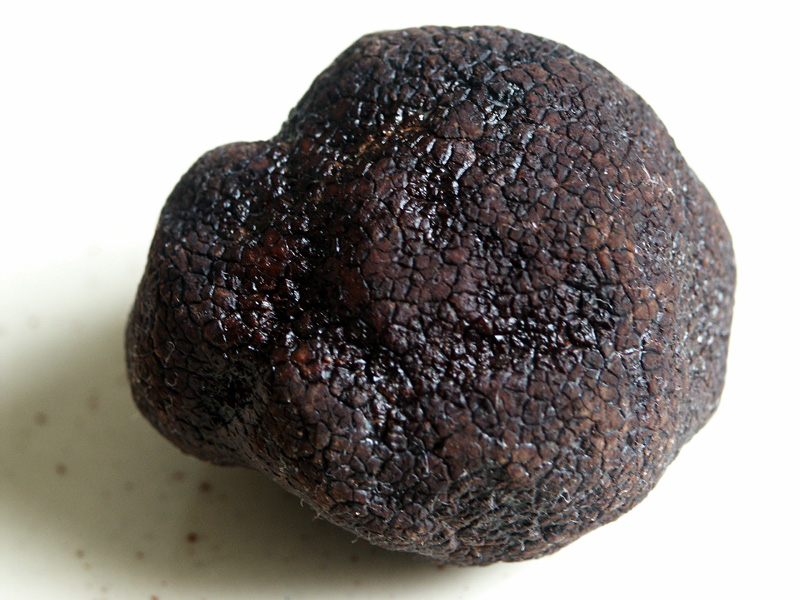
Truffe noire du Périgord.
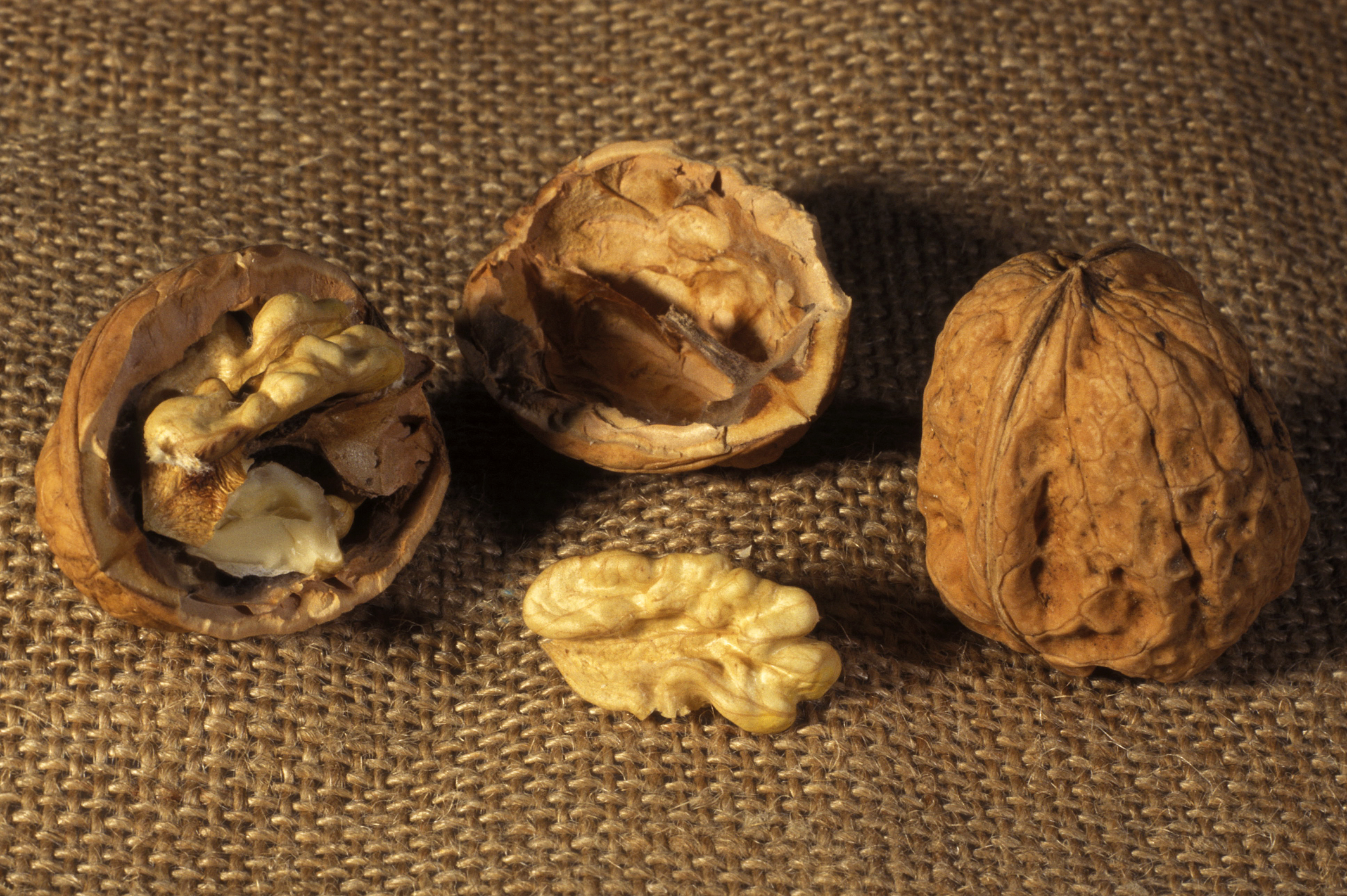
Noix fraiches du Périgord.
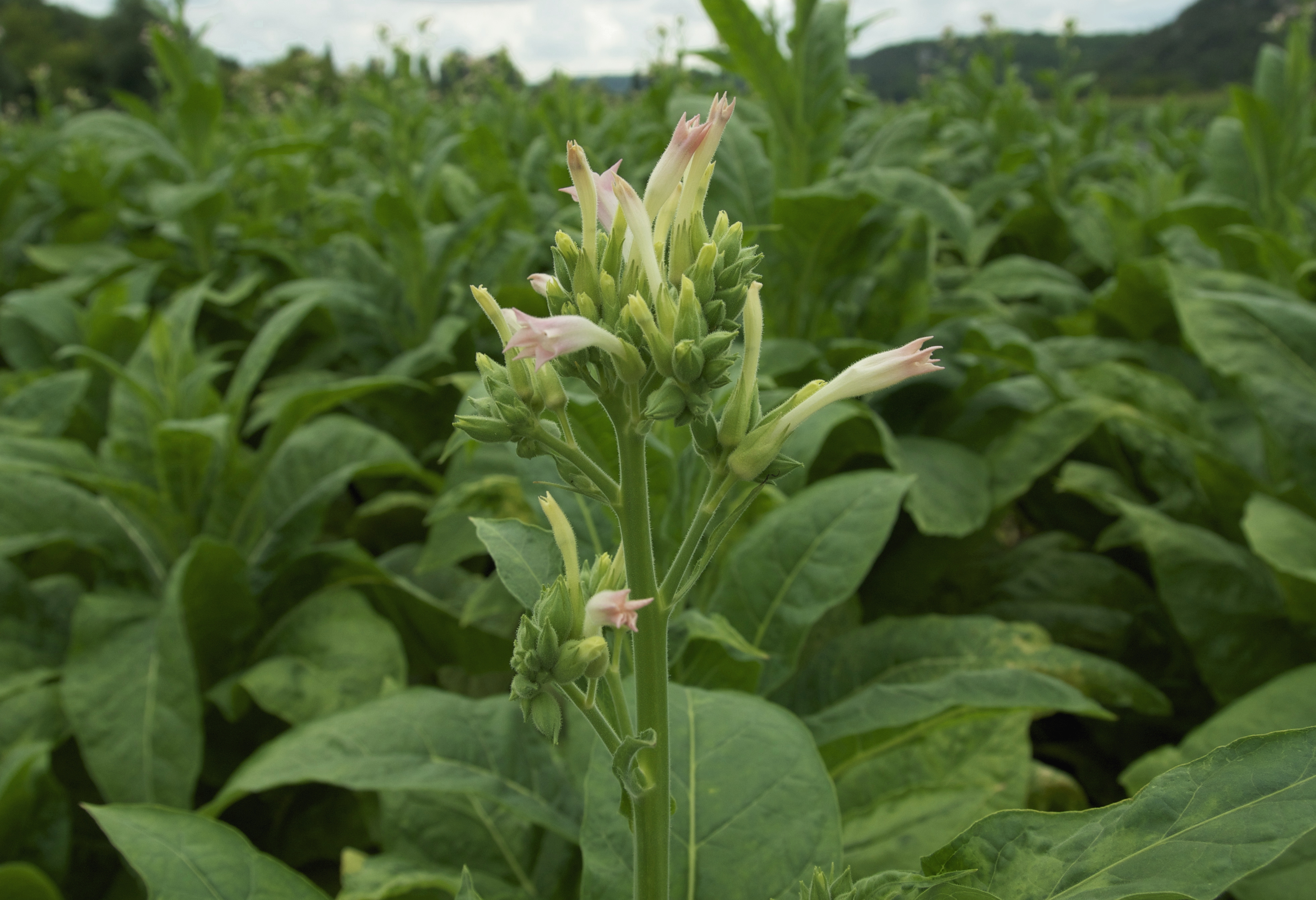
Plant de tabac en pleine floraison en vallée de la Dordogne.
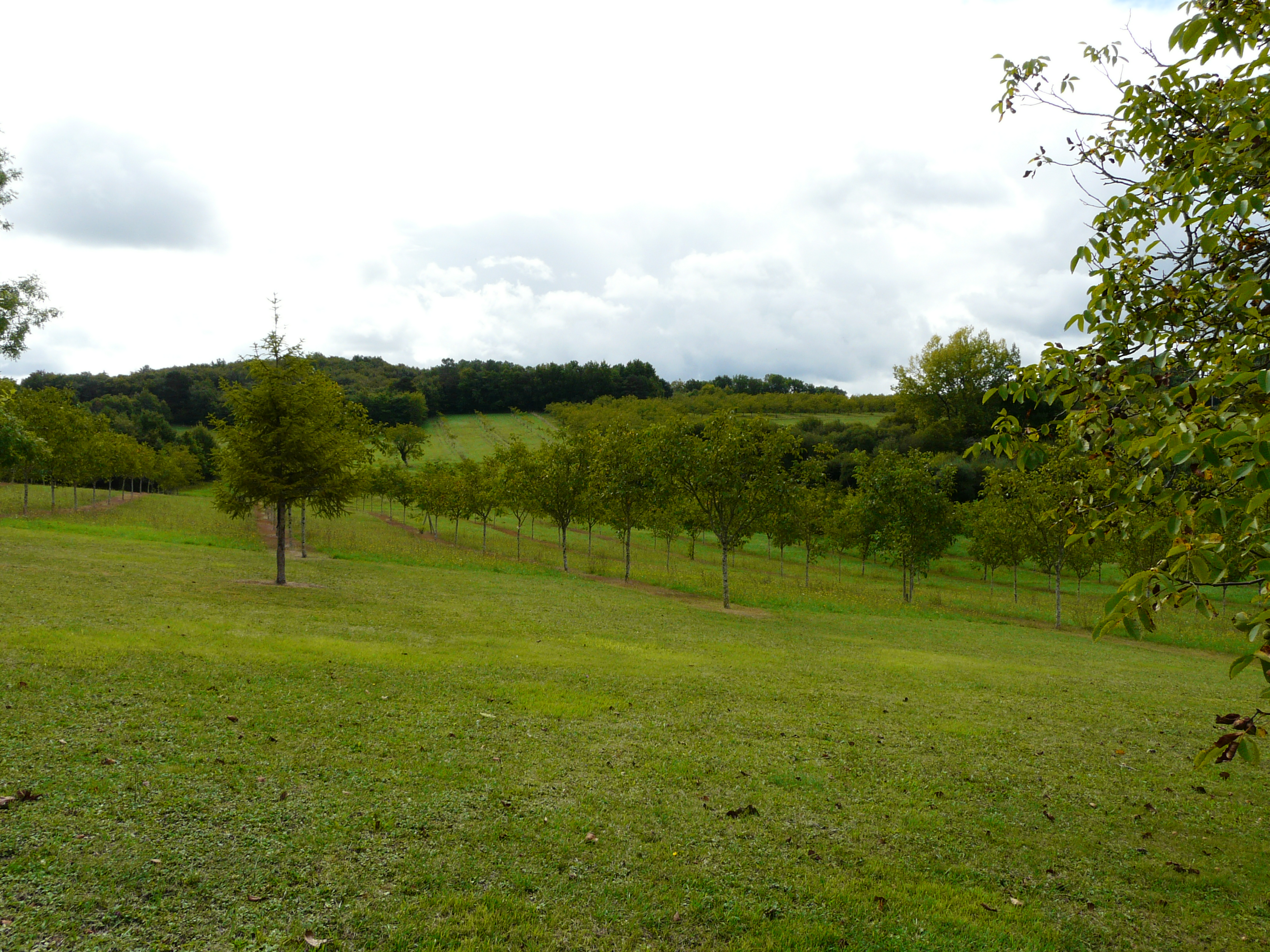
Verger de pommiers à Maraffy, Vieux-Mareuil.

### Industrie
Les diverses formes d'industrie qui se développent aujourd'hui dans la région du Périgord sont nées seulement au début du XXe siècle et doivent pour la plupart leur croissance à l'exploitation des richesses naturelles du sol (calcaire, chaux, granulats, etc.).
D'importantes usines de conserves installées à Périgueux et à Sarlat traitent les truffes, les volailles, les foies gras, les cèpes, les fruits. Cette industrie, qui s'attache davantage à la qualité qu'à la quantité, contribue fortement à la renommée gastronomique du Périgord. On trouve aux alentours de Bergerac d'autres industries alimentaires : conserves de légumes, confitures, compotes et crème de marrons (28 % de la production française), usines de salaison, conserves de charcuterie et de foie gras, minoteries, distilleries et biscuiteries.
L'abondance des eaux, les tannants des forêts, le grand nombre de peaux obtenues par un important élevage ont permis à l'industrie du cuir de se développer. Dès le début du XIXe siècle, on dénombrait une trentaine de tanneries entre Limoges et Périgueux.

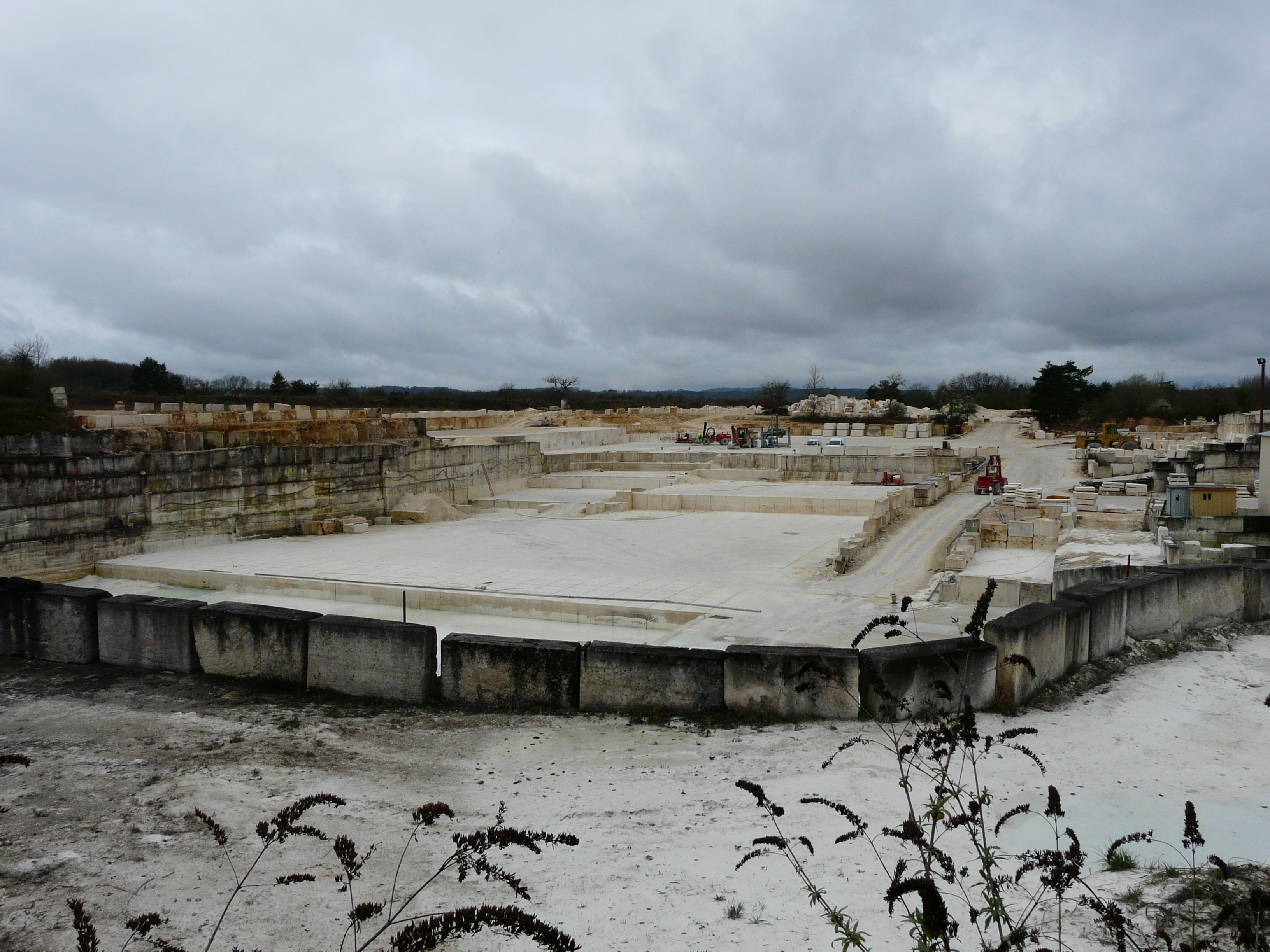
Carrière de calcaire à Paussac-et-Saint-Vivien.
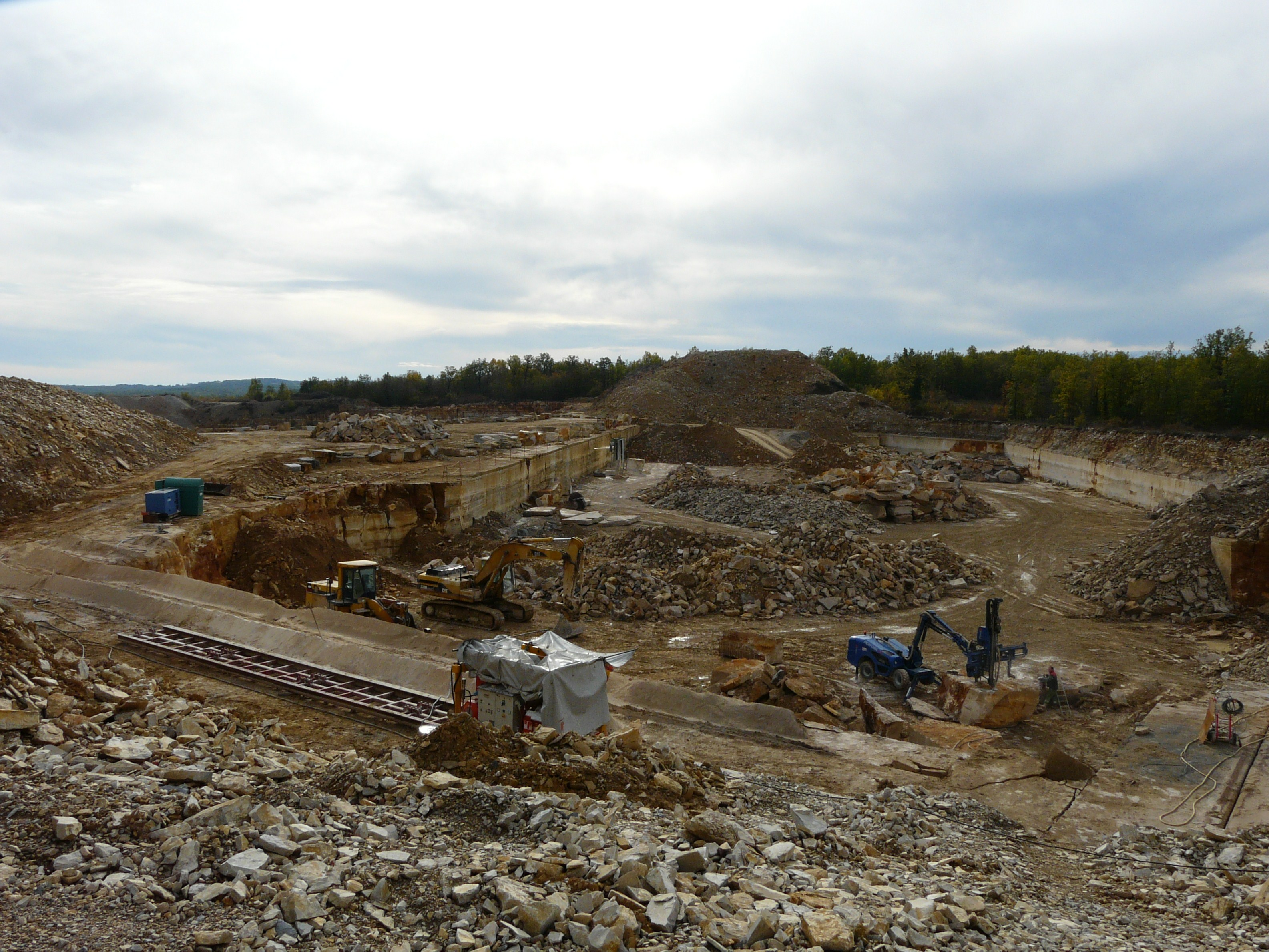
Carrière de calcaire à Limeyrat.
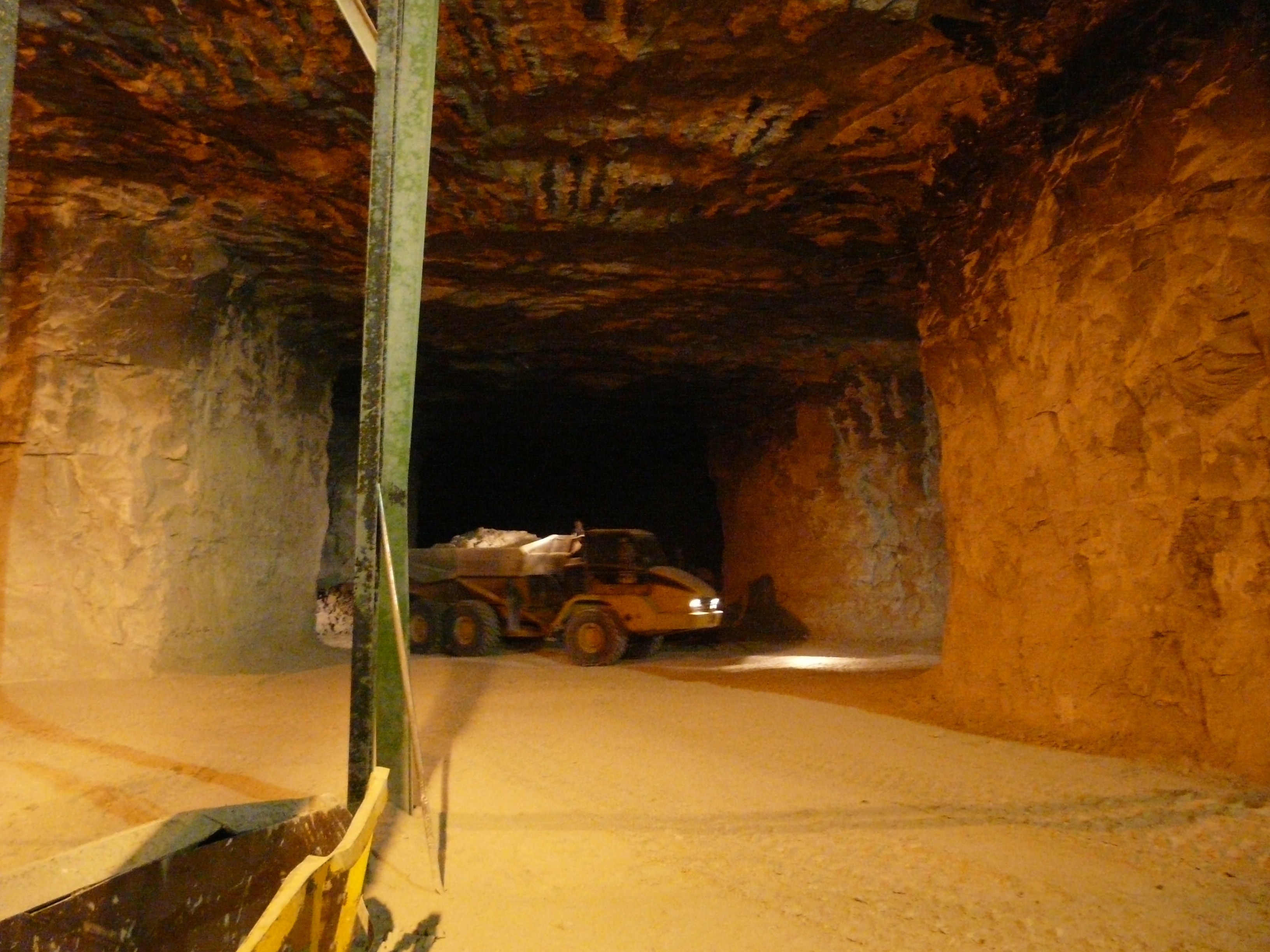
Carrière souterraine de chaux à Saint-Astier.
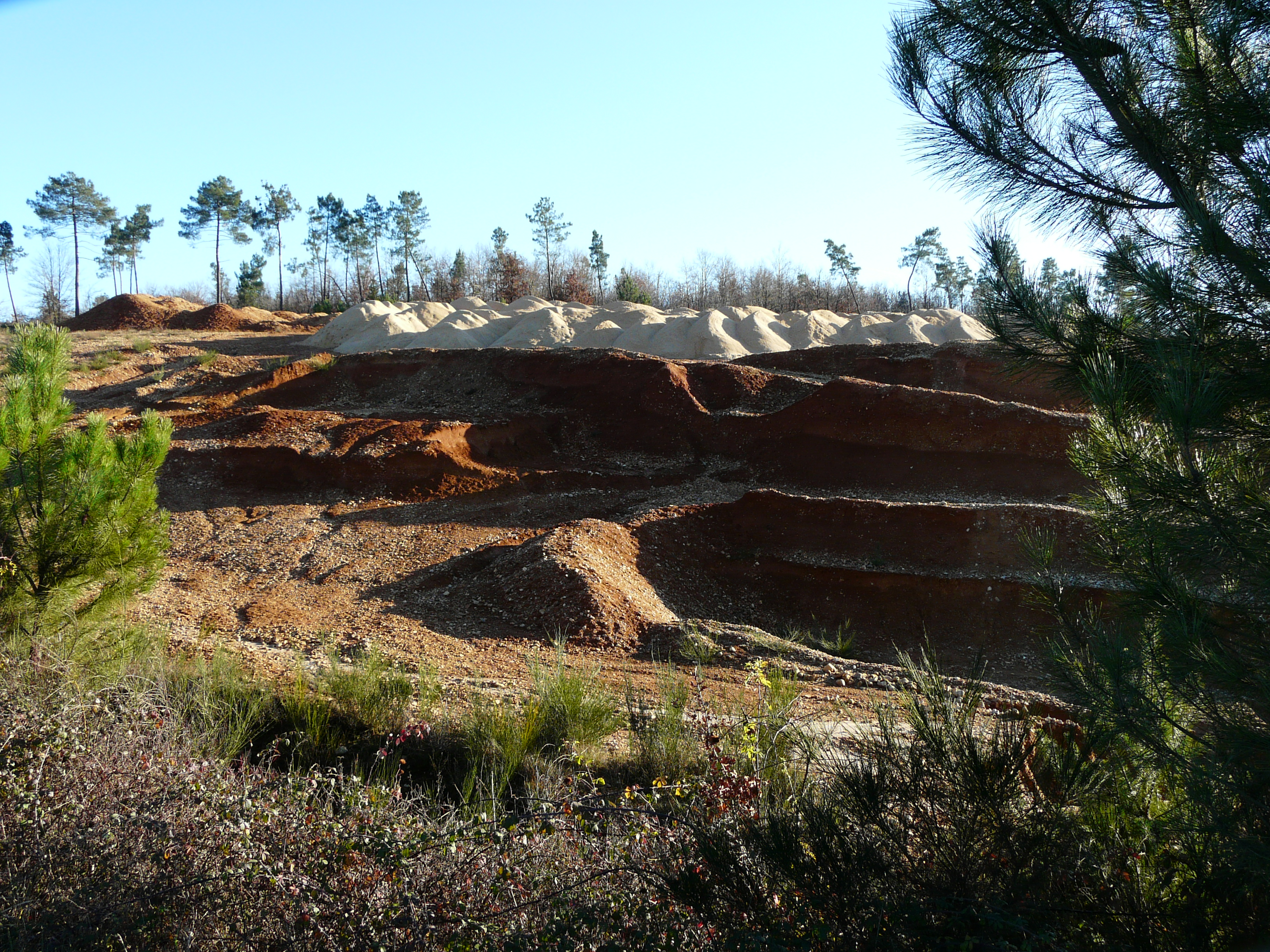
Carrière d'exploitation de quartz à Saint-Jean-de-Côle.

### Tourisme
Le Périgord est une région touristique importante grâce à son riche patrimoine. La vieille ville de Sarlat est le site touristique le plus visité de la région, suivie par la Lascaux 4 et le château de Castelnaud.[réf. nécessaire]

## Littérature
- Jacquou le Croquant, d'Eugène Le Roy, raconte l'histoire de la révolte des Croquants, et la destruction du château de l'Herm.
- Certains romans de Pierre Bordage, notamment Les fables de l'Humpur et Le Feu de Dieu ont le Périgord pour décor.
- La Rivière Espérance, série de trois romans de Christian Signol, a pour cadre quasi unique le principal cours d'eau du Périgord, la Dordogne, depuis la Corrèze et le Lot jusqu'en Gironde.
- Bastida, de Françoise Houdart (Éditions Luce Wilquin, 2007), est un roman inspiré par légende de la jeune reine Blanche de Bourbon (1339-1361), mariée à quatorze ans par intérêt politique à Pierre le Cruel, prince de Castille-et-León, et que celui-ci aurait fait assassiner dans la tour du château de la bastide anglaise de Molières.

## Gastronomie

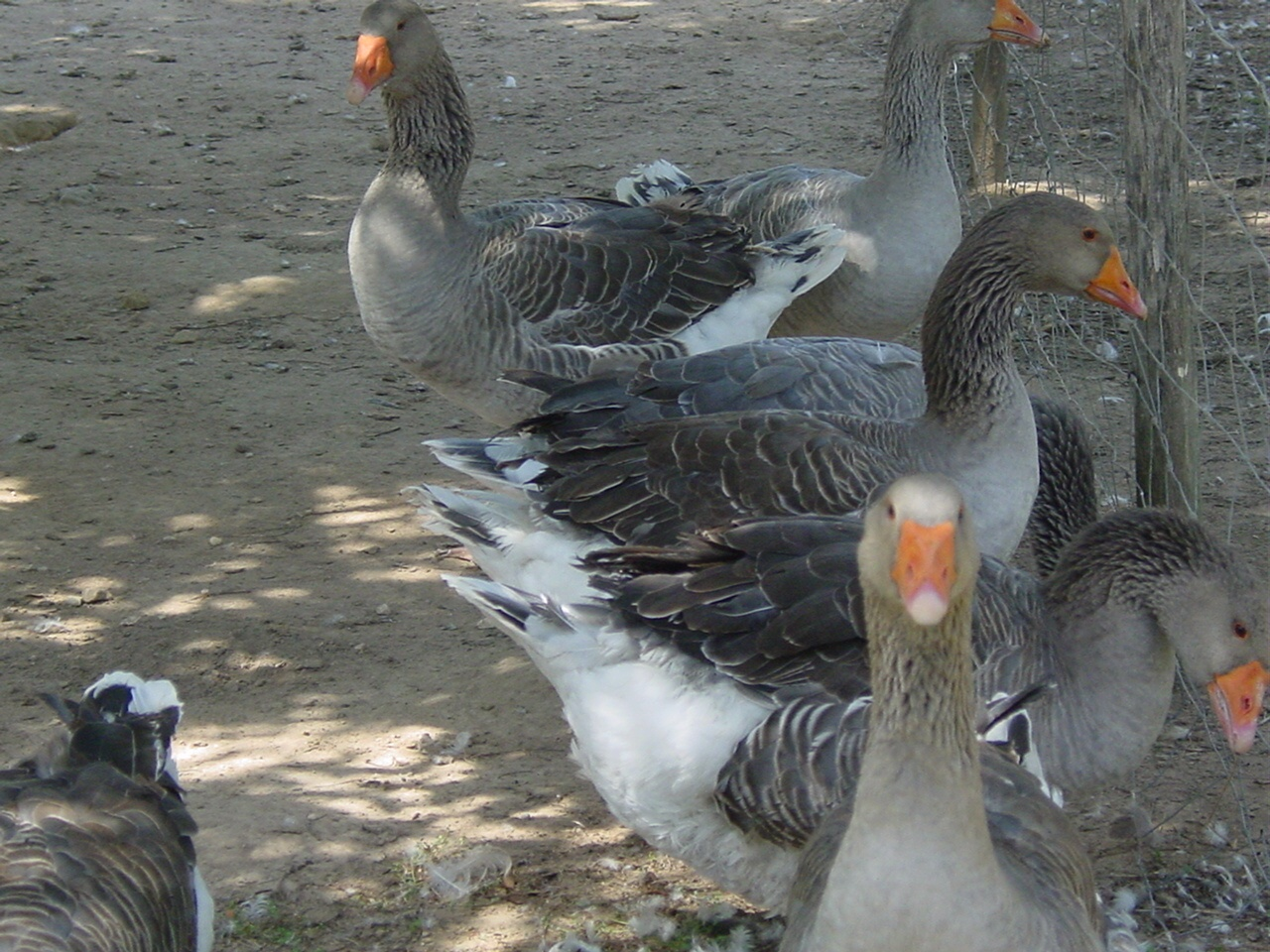
Oies à foie gras du Périgord.

Outre son artisanat, le Périgord est célèbre pour sa gastronomie, « la meilleure des cuisines régionales » selon les gastronomes Curnonsky et Marcel Rouff, et les fruits de son terroir, comprenant :
- la truffe noire ;
- le foie gras.
- le « papitou », ou « papiton »[Note 1] ou plus communément appelé « pâté de foie gras » est un pâté composé de 30 à 50 % de foie gras de canard, de chair de porc, et éventuellement de truffes[11] ;
- les vins de Bergerac (treize AOC dont Monbazillac, Pécharmant…) ;
- les confits de volaille ;
- la sauce Périgueux ;
- les pommes de terre « sarladaises », ou « à la sarladaise » ;
- les terrines ;
- les fraises du Périgord (IGP) ;
- les noix du Périgord (AOC) ;
- les cèpes ;
- les châtaignes : fruits emblématiques et indissociables de l'histoire du Périgord ;
- le Cabécou du Périgord[12] ;
- le « poulet du Périgord » (IGP).

Voir le recueil de recettes traditionnelles du Périgord par La Mazille, La Bonne Cuisine du Périgord, Flammarion, 1929.

## Personnalités célèbres
Les personnalités citées ci-dessous le sont par leur rattachement au Périgord, avant 1790, date de la création du département de la Dordogne. Pour les personnalités postérieures à cette date, voir l'article Liste de personnalités liées à la Dordogne.
- Bertran de Born, (v.1140 - v.1215), un des plus célèbres troubadours, seigneur de Hautefort au XIIe siècle
- Arnaut Daniel, (XIIe siècle), considéré comme l'un des plus virtuoses troubadours, né à Ribérac
- Hélie de Talleyrand-Périgord, (1301-1364), fils d'Hélie VII, comte de Périgord, et de Brunissende de Foix 1, fut cardinal-prêtre de Saint-Pierre-aux-Liens, puis cardinal-évêque d'Albano et doyen du Collège des cardinaux.
- Seguin de Badefol (1330-1366), chef de routiers pendant la guerre de Cent Ans qui fit subir une terrible défaite en 1361 aux troupes royales, à Brignais, près de Lyon.
- Pierre d'Abzac de La Douze est un prélat français du XVe siècle, né en 1427 et mort en 1502 à La Douze, qui fut évêque de Rieux, de Lectoure, puis archevêque de Narbonne.
- Jean de Losse (1504-1580), précepteur d'Henri IV, lieutenant général de la Guyenne.
- Étienne de La Boétie (1530-1563), écrivain et philosophe français, né à Sarlat.
- Michel de Montaigne (1533-1592), écrivain philosophe français, né à Saint-Michel-de-Montaigne.
- Pierre de Bourdeille dit Brantôme, (v. 1540-1614), écrivain français, seigneur de Brantôme, né à Bourdeilles
- Jean de Vienne (1557-1608), contrôleur général des Finances, président de la Cour des comptes à Paris.
- Jacques Nompar de Caumont (1558-1652), compagnon d'Henri IV, maréchal de France en 1622.
- Pierre Grellety, (XVIIe siècle), le « dernier croquant ».
- La Calprenède, (Gauthier de Costes, sieur de La Calprenède, (~1614-1663), romancier.
- Fénelon (François de Salignac de La Mothe Fénelon, dit) (1651-1715), né au château de Fénelon, archevêque de Cambrai, homme d'Église, théologien et écrivain français.
- Lagrange-Chancel (1677-1758), écrivain et pamphlétaire, natif de Razac.
- Jean-François du Cheyron du Pavillon (1730-1782), participant de la guerre d'indépendance des États-Unis, et l'un des principaux inventeurs des communications navales avant l'invention de la radio.
- Jeanne Barret (1740-1807) : première femme à faire le tour du monde, travestie dans l’expédition de Bougainville, naturaliste et compagne du médecin botaniste Commerson. Après le décès de celui-ci en 1773, elle épouse Jean Dubernat, soldat et périgourdin, en 1774 à l’Ile Maurice, et en 1775 s’installe à Sainte-Foy-la-Grande, puis à Saint-Antoine-de-Breuilh où elle est inhumée dans le cimetière du village de Saint-Aulaye[13].
- Jacques de Maleville (1741-1824), né et mort à Domme, jurisconsulte et homme politique.
- Antoine Pierre Joseph Chapelle de Jumilhac (1764-1826), général de Brigade (1813), de Division (1815) et père de Odet de Jumilhac, duc de Richelieu en 1822 par substitution.
- Henry François Athanase Wlgrin de Taillefer (1761-1833), militaire, numismate, archéologue et historien, est né à Villamblard et mort à Périgueux.
- Jean Broc (1771-1850), peintre néoclassique, natif de Montignac.